# I Don't Wanna Live Forever
"I Don't Wanna Live Forever (Fifty Shades Darker)" là bài hát thu âm bởi nam ca sĩ người Anh Zayn kiêm sáng tác và nữ ca sĩ Taylor Swift, nằm trong nhạc phim của Fifty Shades Darker (2017). Bài hát do Taylor Swift, Sam Dew và Jack Antonoff sáng tác, trong khi được Antonoff sản xuất. Đĩa đơn này phát hành ngày 9 tháng 12 năm 2016 bởi Universal Music Group.

## Sáng tác
Bài hát được sáng tác dựa trên những tình huống xuất hiện trong bộ phim. Bài hát mang thể loại electro-R&B ballad. Trong ca khúc, Zayn sử dụng chất giọng falsetto và Swift suy ngẫm về ý nghĩa của tình yêu.

## Xếp hạng
| Bảng xếp hạng (2016)                            | Thứ hạng cao nhất |
| ----------------------------------------------- | ----------------- |
| Úc (ARIA)                                       | 3                 |
| Bỉ (Ultratip Flanders)                          | 2                 |
| Bỉ (Ultratip Wallonia)                          | 3                 |
| Canada (Canadian Hot 100)                       | 9                 |
| Canada CHR/Top 40 (Billboard)                   | 4                 |
| Cộng hòa Séc (Singles Digitál Top 100)          | 5                 |
| Châu Âu Digital Songs (Billboard)               | 4                 |
| Pháp (SNEP)                                     | 1                 |
| Trường songid là BẮT BUỘC CHO BẢNG XẾP HẠNG ĐỨC | 2                 |
| Ireland (IRMA)                                  | 3                 |
| Ý (FIMI)                                        | 80                |
| Lebanon (Lebanese Top 20)                       | 20                |
| Hà Lan (Dutch Top 40)                           | 20                |
| New Zealand (Recorded Music NZ)                 | 15                |
| Scotland (OCC)                                  | 5                 |
| Slovakia (Singles Digitál Top 100)              | 6                 |
| Thụy Sĩ (Schweizer Hitparade)                   | 2                 |
| Anh Quốc (OCC)                                  | 1                 |
| Hoa Kỳ Billboard Hot 100                        | 2                 |
| Hoa Kỳ Adult Top 40 (Billboard)                 | 21                |
| Hoa Kỳ Mainstream Top 40 (Billboard)            | 19                |

## Lịch sử phát hành
| Quốc gia | Ngày                 | Định dạng                    | Nhãn đĩa              | Ref.         |
| -------- | -------------------- | ---------------------------- | --------------------- | ------------ |
| Toàn cầu | 9 tháng 12 năm 2016  | Tải nhạc số truyền dữ liệu   | Universal             | [ 1 ] [ 25 ] |
| Hoa Kỳ   | 12 tháng 12 năm 2016 | Đài phát thanh Hot/Modern/AC | Big Machine Universal | [ 26 ]       |
| Hoa Kỳ   | 13 tháng 12 năm 2016 | Contemporary hit radio       | Big Machine Universal | [ 27 ]       |